# マリンジャンボ

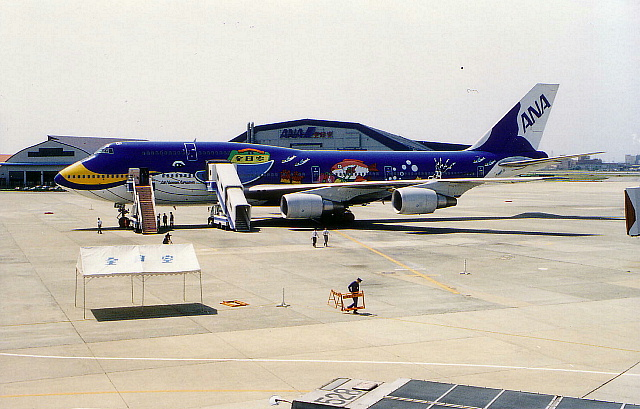
ANA 747-481D マリンジャンボ JA8963

マリンジャンボ (Marine Jumbo) は、全日本空輸 (ANA)が1993年から1995年まで運航したスペシャルマーキング機。
ANAのスペシャルマーキング機の嚆矢ともいえる存在で、クジラを中心に海の生物を機体一杯にユーモラスに描き、マスコミでも盛んに取り上げられた。1993年から約1年半の間、国内線定期便の運用に組み込み、日本全国の空港を交互に訪問する形態を取った。「マリンジャンボ」は全日本空輸の登録商標（日本第4284977号）である。

## 概要

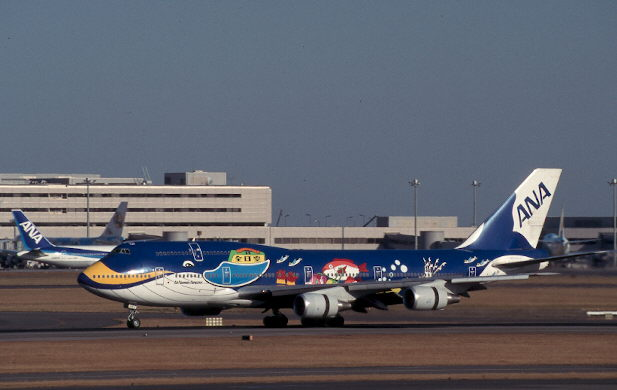
羽田空港にて

ANAの意識改革・業務改革の推進活動「LEAD THE WAY」活動での社員参加型プログラム「First Choice Program」にて1991年3月から7月の第一段階の議論提案の部で行われた「FCP提案」において整備部門3部署からのセクション提案と社員5名からのパーソナル提案で特別塗装機運航のアイデアが提案され、第二段階の実行の部へ引き継がれ11月に社長への答申を行い「全社員が一丸となり厳しい時代を頑張り抜くための象徴となること」「これからのサービスをトライアル実施する実験機にできること」「増収のチャンスを広げる機体になりえること」といった理由から特別塗装機計画が実行に移された。
その後設立以来の乗客数累計5億人突破を記念して1992年10月に小中学生を対象にデザイン公募を発表、12月から2か月にわたり、スペシャルマーキング案を募集し20,110点の応募を集め、社外審査員に倉本聰・サトウサンペイ・小谷実可子を迎え、最優秀作として千葉県在住の小学校6年生の女子児童だった大垣友紀惠の、機体一杯にクジラの姿をユーモラスに描き、その他海の生き物をあしらった形の作品が選ばれた。海の生き物をあしらったことから｢マリンジャンボ｣と命名され、新規に受領した機体ボーイング747-400D（登録記号:JA8963）の全面に大垣のデザインを元にしたペイントが施され、1993年9月2日に受領された。ボーイング社の機体価格に関わる条項には塗装の手間による区分が無く他の747-400Dと同価格での納入だったという。

## 就航後
1993年9月12日に羽田 - 札幌間のフライトにて就航、第一便にはデザインを担当した大垣や、優秀賞に選ばれた7名の小中学生も招待された。
羽田（ときに伊丹）を拠点に定期運航に組み込まれる形で日本各地の路線に投入され、ほぼ1空港1か月で訪問先を交替、というサイクルが組まれ、時刻表上でもどのフライトに同機が割り当てられるか一目で分かる工夫も取られていた。この工夫とはマリンジャンボは「青クジラ」のマークで、後述する「マリンジャンボJr.」は「赤クジラ」のマークで表示されていた。ただし、時刻表に記載されていても運航する日程は限定されていて、運航されない日は通常塗装の該当型式で運航されていた。当時のANA関係者は不備が出て運航日でありながら急遽「通常塗装の機材に変更」とならないようにスケジュールどおりの運航させることに神経を使った。また、多数発売された関連グッズの売れ行きも好調、このスペシャルマーキング機が訪れる空港は見物人が大挙して押しかける、等々社会的にも大きな影響を及ぼし、航空不況と言われていた時代に、ANAにとって国内線の乗客増にも貢献するヒット作となった。

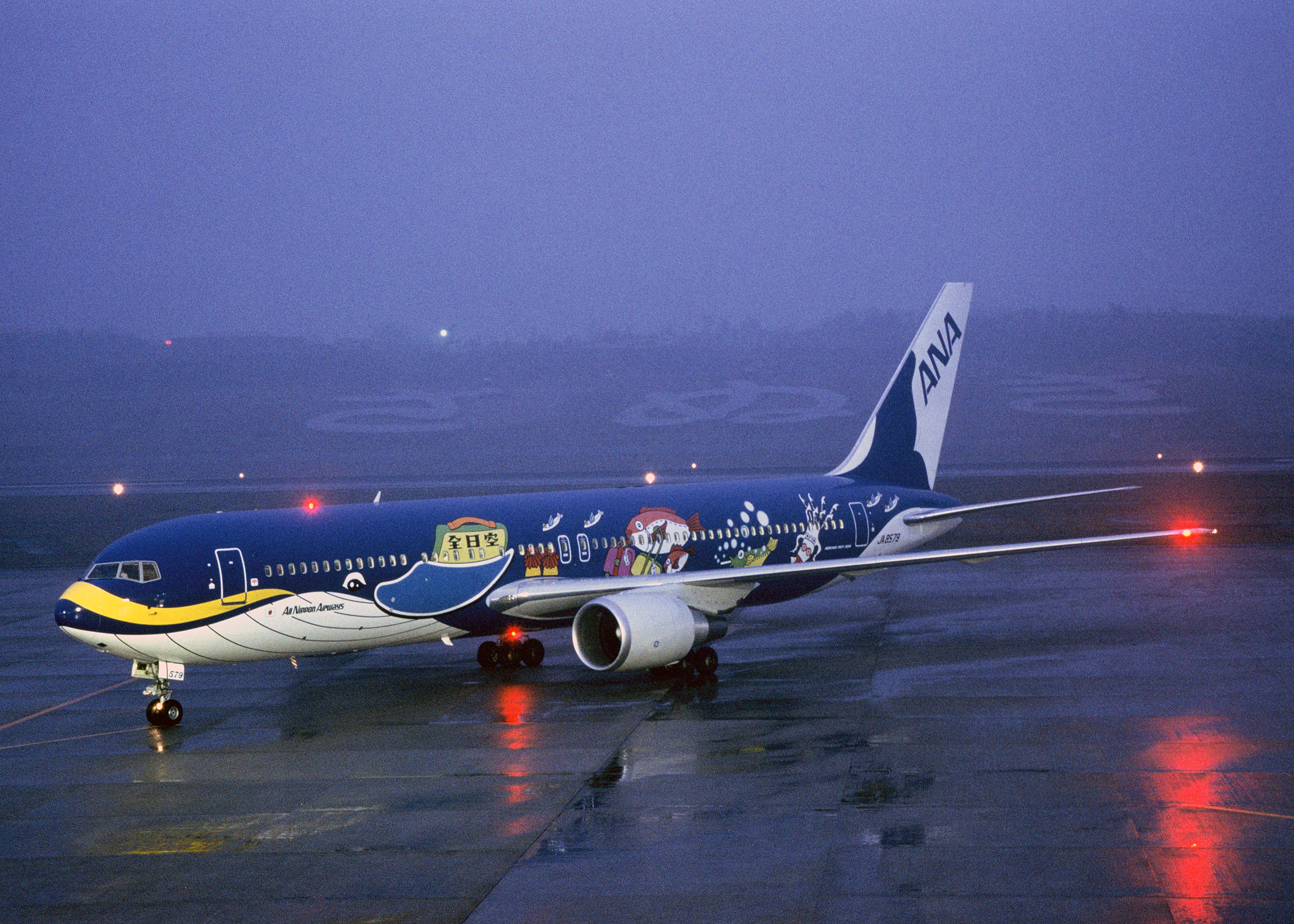
ANA 767-381 マリンジャンボJr. JA8579 高松空港にて

しかし、ボーイング747-400Dでは離着陸できる空港が限定されており、小規模な地方空港からも同種のスペシャルマーキング機の訪問を望む声が出てきたため、ボーイング767-300（登録記号:JA8579）に同種のペイントを施し、「マリンジャンボJr.」としてこちらはローカル空港への訪問を主目的とした運航が組まれることとなった。定期便では同年12月13日に羽田 - 富山線に初就航。2機揃った「クジラの親子」は好評のうちにスケジュールを消化していった。
当初は「マリンジャンボ」「マリンジャンボJr.」とも新規導入から1年5か月後の1995年1月末をもって、整備期に合わせて一般塗装に戻される予定だったが、阪神・淡路大震災発生による山陽新幹線・山陽本線不通の影響もあってANAが全社を挙げて機材のフル稼働を余儀なくされ、そのしわ寄せで一般塗装への変更も延期され、同年5月末までその雄姿を披露することとなった。ただし当初の運航予定が完了し、また震災直後の世情に配慮という事情もあったからか、時刻表上の注記は2月からは消滅している。

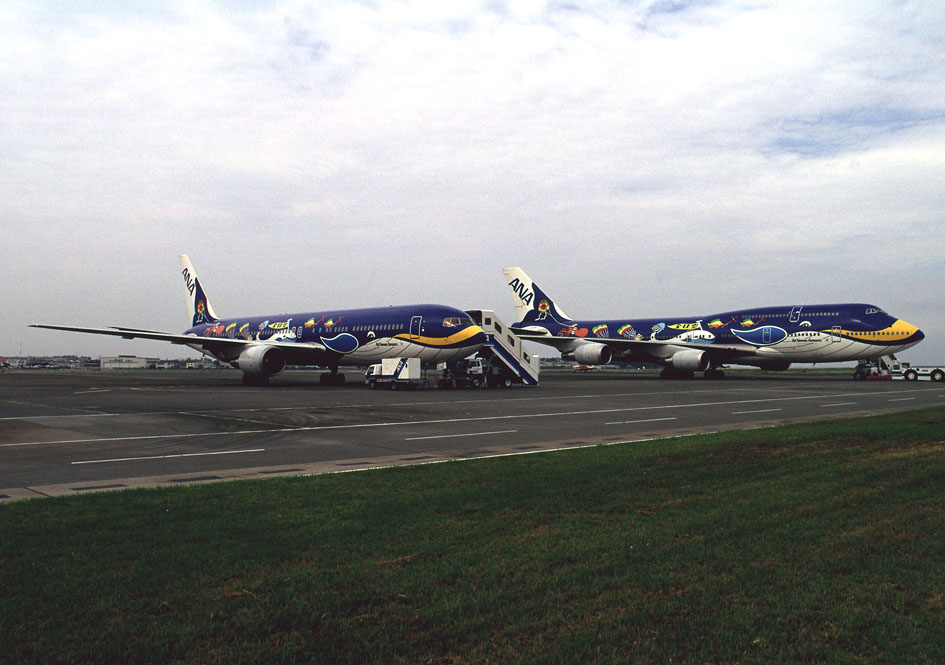
マリンジャンボJr.（左）とマリンジャンボ（右）宮崎空港にて

結局「マリンジャンボJr.」は1995年5月22日、「マリンジャンボ」は1995年5月31日をもって全運航を終了した。その後、JA8963・JA8579とも整備時に一般塗装へ変更され外見上は「普通のANA機」に戻った。その後も、機内入口にそれぞれ「マリンジャンボ」「マリンジャンボJr.」としての功績を記念するプレートが取り付けられ、華やかにフライトした時期をささやかながら後世に伝える形となっていた。なお、「マリンジャンボJr.」だったJA8579は2006年2月の神戸空港開港時に開港記念のロゴマークを入れられ、同空港ANA就航初便に起用された。
2008年10月30日、ANAは佐賀インターナショナルバルーンフェスタへ参加する際の熱気球のデザインを大垣が手がけ、気球のデザインの一部としてマリンジャンボが描かれると発表。間接的ながら、元のデザイン者の手で復活を果たすことになった。
また同年、ANA協力の映画『ハッピーフライト』の公開を記念して監督と出演者の直筆サインの入ったプレートが上映期間中飾られた。これは前述のマリンジャンボであったことを示す記念プレートの設置場所に取り付けられた。同時にL1ドアとL2ドアそしてR1ドアとR2ドアの間の胴体表面にも「ハッピーフライト」の広告ステッカーが取り付けられた。なお、このプレートとステッカーは同様に国際線用機にも取り付けられ、こちらはボーイング747-400（登録記号：JA8097）に飾られた。
2011年8月3日、マリンジャンボとして活躍したJA8963がANAのB747-400Dとしては登録抹消となった。ANAの2011年度の機材計画には入っていなかったが、前倒しする形での退役となった。退役後の機体は、スクラップ・パーツ取りとなっている。続いて2018年12月11日、マリンジャンボJr.として活躍したJA8579がANAのB767-300としては登録抹消となった。こちらも退役後の機体は航空機としての役割は無く、スクラップ・部品取りとなっている。これにより、ANAのフリートとしてはマリンジャンボ／マリンジャンボJr.として活躍した機体はいずれも退役している。
2022年には、2023年がマリンジャンボのデビュー30周年となることから、ANAから「マリンジャンボカレンダー」が発売されている。

## サービス
海をイメージした機内にすべく、座席の色やカバーもマリンブルーで統一された。また、ドリンクサービスに供されるカップも対象機限定のクジラのイラスト入りであり、搭乗記念に機体写真入り絵葉書を配布したり、といったサービスも展開した。客室乗務員も機内サービスの際｢マリンジャンボ｣のデザインをあしらった特製のエプロンを着用したり、といった徹底ぶりであった。

## 影響・その他
ANA自体もこの時のスペシャルマーキングの試みが、その後の｢スヌーピー号｣や｢ポケモンジェット｣に影響している。
この時期に合わせ、日本航空 (JAL) もディズニーのキャラクターを機体にあしらった｢JALドリームエクスプレス｣という特別塗装機を就航させていた。この際、ボーイング747は「赤ミッキーマウス」、ボーイング767は「青ミッキーマウス」で時刻表に掲載された。

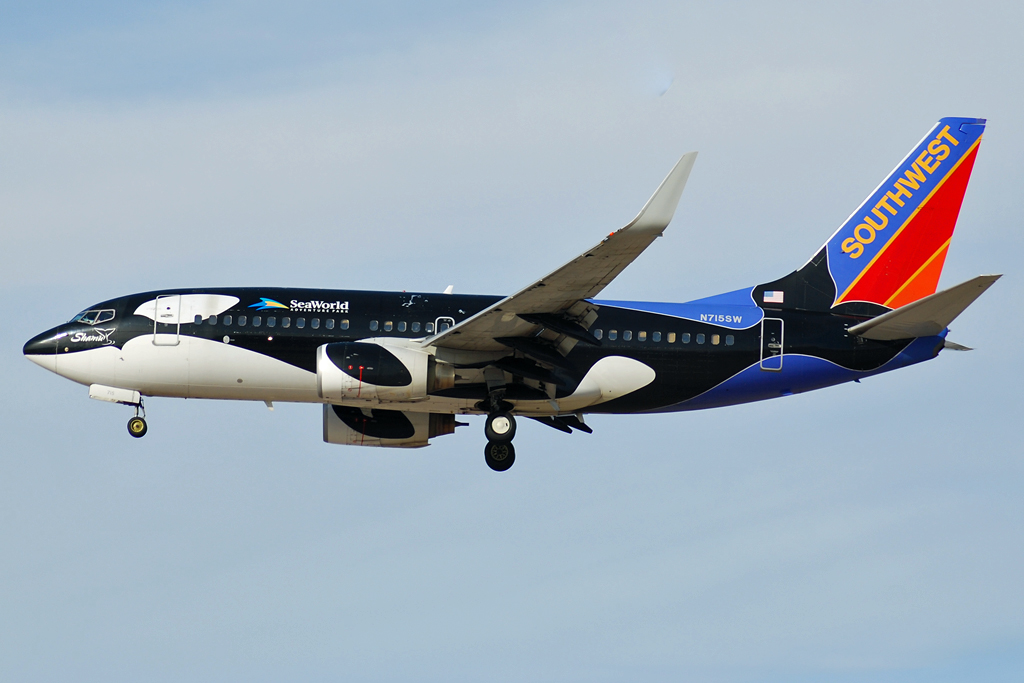
サウスウエスト航空 ボーイング737「シャム」 N715SW

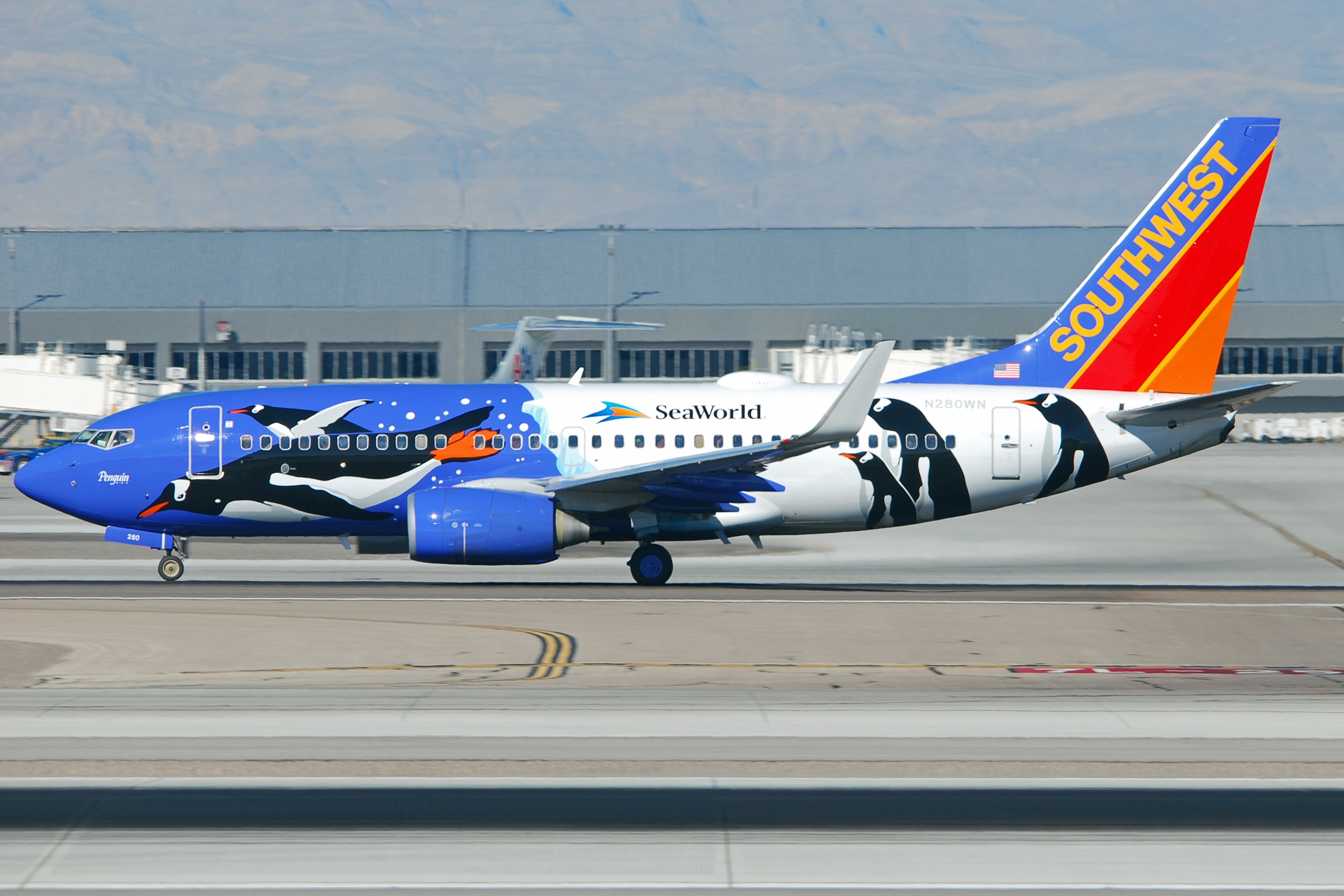
サウスウエスト航空 ボーイング737「ペンギン」 N280WN

日本ではあまり話題には上らなかったが、アメリカのサウスウエスト航空では「マリンジャンボ」就航以前の1988年からシャチのペイントを施したボーイング737機「シャム」を運航していた。こちらはカリフォルニア州サンディエゴ等アメリカ国内数か所に存在する水族館・シーワールドのPR用としてのものだが、一見類似した印象がある。2013年にはサウスウエスト航空とシーワールドの提携25周年を記念してペンギンのペイントを施したボーイング737を運航した。両者共にサウスウエスト航空とシーワールドの提携解消に伴い、2014年を最後に運航は終了し、全機が通常塗装に戻された。2013年には同様に日本トランスオーシャン航空がジンベエザメのペイントを施したボーイング737「ジンベエジェット」を運航している。なおこちらも沖縄美ら海水族館のPR用である。
その後、ANAの子会社であるエアーニッポン (ANK) もボーイング737の機体をイルカに見立てた特別塗装機「アイランドドルフィン」を運航した。
1993年12月に沖縄県の航空自衛隊那覇基地で開催された航空祭で、同基地所属の第302飛行隊のF-4EJ戦闘機にエイかマンタを見立てた「マリンファントム」なる特別塗装機が披露された。
この時期、鉄道車両でも同機の影響と見られる特別塗装の車両が登場している。

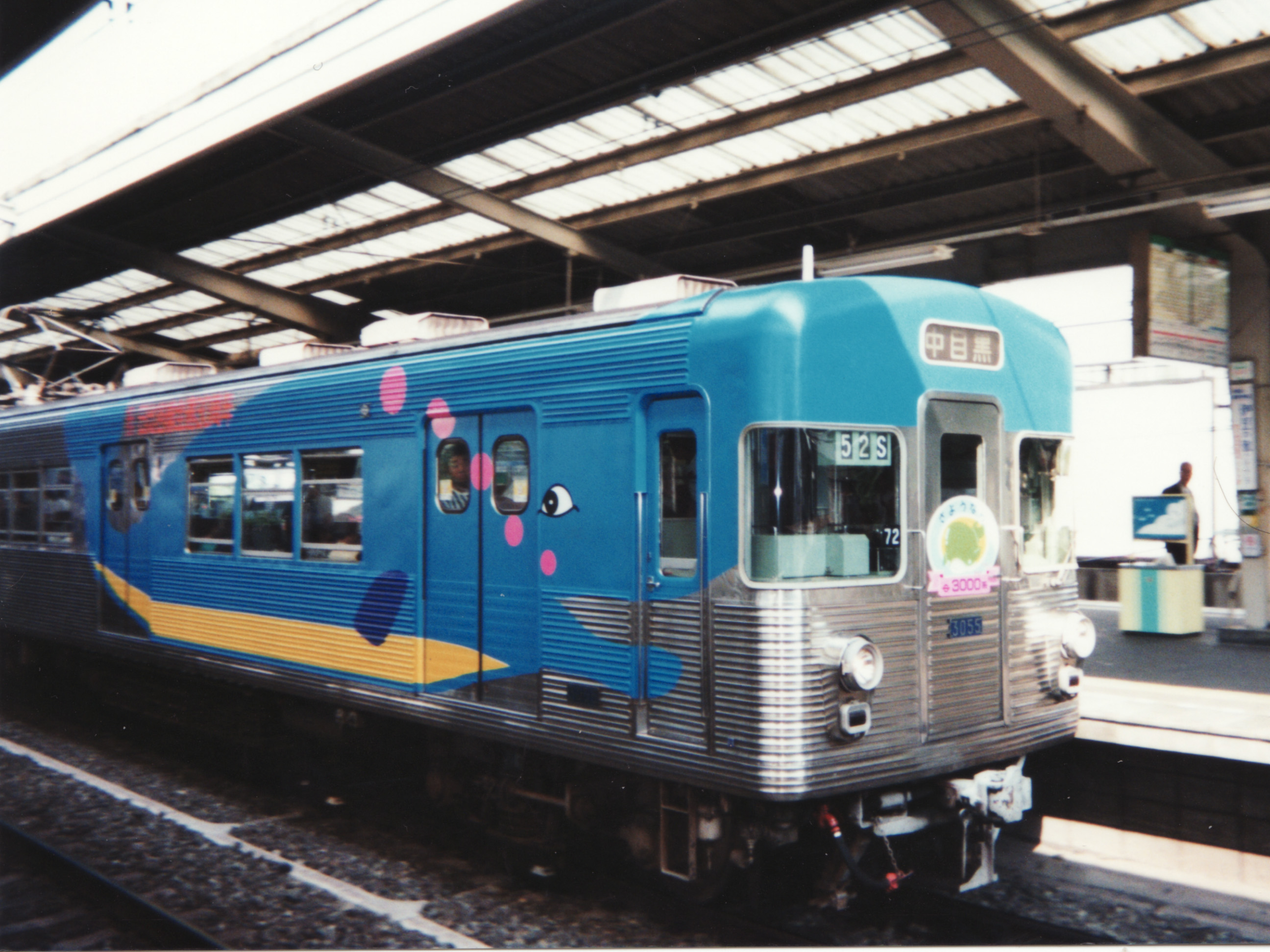
日比谷線3000系マッコウクジラ
（1994年7月23日 / 中目黒駅）

- 1994年、帝都高速度交通営団（現・東京地下鉄）日比谷線で使用されていた3000系電車が運行終了する際、同車が『マッコウクジラ』と呼ばれていたことから先頭部分にクジラの装飾を施しさよなら運転を行った。
- 同年、ANAの大株主である名古屋鉄道でも創業100周年を記念して、同社の特急列車に使用されている1000系電車（パノラマSuper）に、一般公募により選ばれたデザインをペイントした特別車両『ブルーライナー』が登場し、3年間このデザインで運行した。

2012年9月、ANAは創業60周年を記念し「マリンジャンボJr.」と同じボーイング767-300に一般公募によるデザインの特別塗装機を運航させることを発表し、2013年2月23日より「ゆめジェット〜You&Me〜」として運航を開始した。
その後2016年10月、2019年春からホノルル路線に使用予定のエアバスA380型機の塗装を一般公募すると発表し、選考の結果ウミガメをモチーフにしたデザインが採用され、「FLYING HONU」という愛称が付けられた。

## 受賞
- ソフト化経済センター 第6階経営ソフト化賞（1993年8月）[1]
- 日本新聞協会 第13回新聞広告賞広告主企画部門（1993年9月）[1]
- 広告電通賞 セールスプロモーション広告部門（1994年5月）[1]
- 日本産業文化映像祭 産業活動部門1位「大空からのメッセージ」（1995年5月）[1]